# 弱相互作用
弱相互作用（又稱弱力或弱核力）是自然的四種基本力中的一種，其餘三種為强相互作用、电磁力和引力。次原子粒子的放射性衰變就是由它引起的，恆星中一種叫氫聚變的過程也是由它啟動的。弱相互作用會影響所有的費米子，即所有自旋為半奇數的粒子。
在粒子物理學的標準模型中，弱相互作用的理論指出，它是由W及Z玻色子的交換（即發射及吸收）所引起的，由於弱力是由玻色子的發射（或吸收）所造成的，所以它是一種非接觸力。這種發射中最有名的是β衰變，它是放射性的一種表現。重的粒子性質不穩定，由於Z及W玻色子比質子或中子重得多，所以弱相互作用的作用距離非常短。這種相互作用叫做“弱”，是因為β衰變發生的機率比強交互作用低很多，表示它的一般強度比電磁及强相互作用弱好幾個數量級。大部份粒子在一段時間後，都會通過弱相互作用衰變。弱相互作用有一種獨一無二的特性——那就是夸克味變——其他相互作用做不到這一點。另外，它還會破壞宇稱對稱及CP對稱。夸克的味變使得夸克能夠在六種“味”之間互換。
弱力最早的描述是在1930年代，是四費米子接觸相互作用的費米理論：接觸指的是沒有作用距離（即完全靠物理接觸）。但是現在最好是用有作用距離的場來描述它，儘管那個距離很短。在1968年，電磁與弱相互作用統一，它們是同一種力的兩個表徵，現在叫電弱相互作用。
弱相互作用在粒子的β衰變中最為明顯，在由氫生產重氫和氦的過程中（恆星熱核反應的能量來源）也很明顯。放射性碳定年法用的就是這樣的衰變，此時碳-14通過弱相互作用衰變成氮-14。它也可以造出輻射冷光，常見於超重氫照明；也造就β放射這個應用領域（把β射線的電子當電流用）。

## 性質

图为标准模型中六种夸克的电荷与质量分布，以及各种衰变路线，线的虚实代表该衰变发生的可能。

弱相互作用有如下的數項特點：
1. 唯一能夠改變夸克味的相互作用。

圖為標準模型中六種夸克的電荷與質量分佈，以及各種衰變路線，線的虛實代表該衰變發生的可能。

2. 唯一能令宇稱不守恆的相互作用。因此它也是唯一違反CP對稱的相互作用。
3. 由具質量的規範玻色子所介導的相互作用。這一不尋常的特點可由標準模型的希格斯機制得出。

由於弱相互作用載體粒子（W及Z玻色子）質量很大（約 90 GeV/c2），所以他們的壽命很短：平均壽命約為 3 × 10-25秒。弱相互作用的耦合常數（相互作用強度的一個指標）介乎10−7與10−6之間，而相比下，強相互作用的耦合常數約為1，故就強度而言，弱相互作用是弱的。弱相互作用的作用距離很短（約為10−17–10−16 m）。在大約10−18米的距離下，弱相互作用的強度與電磁大約一致；但在大約3×10−17的距離下，弱相互作用比電磁弱一萬倍。
在標準模型中，弱相互作用會影響所有費米子，還有希格斯玻色子；弱相互作用是除引力相互作用外唯一一種對中微子有效的相互作用。弱相互作用並不產生束縛態（它也不需要束縛能），而重力、电磁力和強核力則分别会在天文、原子、原子核的尺度下产生束缚态。
它最明顯的過程是由第一項特點所造成的：味變。比方說，一個中子比一個質子（中子的核子拍檔）重，但它不能在沒有變味（種類）的情況下衰變成質子，它兩個“下夸克”中的一個需要變成“上夸克”。由於強相互作用和電磁相互作用都不允許味變，所以它一定要用弱相互作用；沒有弱相互作用的話：夸克的特性，如奇異及魅（與同名的夸克相關），會在所有相互作用下守恆。因為弱衰變的關係，所以所有介子都不穩定。在β衰變這個過程下，中子裏面的“下夸克”，會發射出一個虛
W−
玻色子，它隨即衰變成一電子及一反電中微子。
由於玻色子的大質量，所以弱衰變相對於強或電磁衰變，可能性是比較低的，因此發生得比較慢。例如，一個中性π介子在通過電磁衰變時，壽命約為10-16秒；而一個帶電π介子的通過弱核力衰變時，壽命約為10-8秒，是前者的一億倍。相比下，一個自由中子（通過弱相互作用衰變）的壽命約為15分鐘。

### 弱同位旋與弱超荷
| 第一代                                                               | 第一代                     | 第一代                 | 第二代  | 第二代                        | 第二代                 | 第三代  | 第三代                         | 第三代                 |
| 費米子                                                               | 符號                       | 弱 同位旋              | 費米子  | 符號                          | 弱 同位旋              | 費米子  | 符號                           | 弱 同位旋              |
| -------------------------------------------------------------------- | -------------------------- | ---------------------- | ------- | ----------------------------- | ---------------------- | ------- | ------------------------------ | ---------------------- |
| 電子                                                                 | {\displaystyle e^{-}\,}    | {\displaystyle -1/2\,} | μ子     | {\displaystyle \mu ^{-}\,}    | {\displaystyle -1/2\,} | τ子     | {\displaystyle \tau ^{-}\,}    | {\displaystyle -1/2\,} |
| 電中微子                                                             | {\displaystyle \nu _{e}\,} | {\displaystyle +1/2\,} | μ中微子 | {\displaystyle \nu _{\mu }\,} | {\displaystyle +1/2\,} | τ中微子 | {\displaystyle \nu _{\tau }\,} | {\displaystyle +1/2\,} |
| 上夸克                                                               | {\displaystyle u\,}        | {\displaystyle +1/2\,} | 魅夸克  | {\displaystyle c\,}           | {\displaystyle +1/2\,} | 頂夸克  | {\displaystyle t\,}            | {\displaystyle +1/2\,} |
| 下夸克                                                               | {\displaystyle d\,}        | {\displaystyle -1/2\,} | 奇夸克  | {\displaystyle s\,}           | {\displaystyle -1/2\,} | 底夸克  | {\displaystyle b\,}            | {\displaystyle -1/2\,} |
| 所有左手反粒子的弱同位旋均為零。右手反粒子的弱同位旋與左手粒子相反。 |                            |                        |         |                               |                        |         |                                |                        |

弱同位旋（T3）是所有粒子都擁有的一種性質（量子數），決定了粒子在弱相互作用下該如何反應。對於弱相互作用來說，弱同位旋的作用跟電磁相互作用中的電荷，或者是強相互作用中的色荷一樣。所有費米子的弱同位旋均為+1⁄2或-1⁄2，例如上夸克的弱同位旋为+1⁄2，而下夸克的弱同位旋则为-1⁄2。另一方面，在弱衰變的前後，夸克的T3永遠是不一樣的。也就是说，T3 = +1⁄2的上型夸克（上、粲(魅)及頂），在弱衰变後必須變為T3 = −1⁄2的下型夸克（下、奇及底），反之亦然。

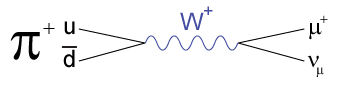
通過弱相互作用衰變的介子

弱同位旋是守恆的：反應產物的弱同位旋總和，等於反應物的弱同位旋總和。例如，一左手
π+
介子，弱同位旋為+1，一般衰變成一
ν
μ（+1⁄2）及一
μ+
（+1⁄2，因為是右手反粒子）。
在電弱理論中，粒子有一種新的性質，稱為弱超荷。它的數值由粒子的電荷及弱同位旋決定：
{\displaystyle \qquad Y_{W}=2(Q-T_{3})}，
其中YW為粒子的弱超荷，Q為電荷（以基本電荷为單位）及T3為弱同位旋。弱超荷是U(1)部份生成元的規範群。

### 對稱破缺

左手及右手粒子：p為粒子的動量，而S則為其自旋。注意兩個態中並沒有反射對稱。

長久以來，人們以為自然定律在鏡像反射後會維持不變，鏡像反射等同把所有空間軸反轉。也就是說在鏡中看實驗，跟把實驗設備轉成鏡像方向後看實驗，兩者的實驗結果會是一樣的。這條所謂的定律叫宇稱守恆，古典重力、電磁及強相互作用都遵守這條定律；它被假定為一條萬物通用的定律。然而，在1950年代中期，楊振寧與李政道提出弱相互作用可能會破壞這一條定律。吳健雄與同事於1957年發現了弱相互作用的宇稱不守恆，為楊振寧與李政道帶來了1957年的諾貝爾物理學獎。
儘管以前用費米理論就能描述弱相互作用，但是在發現宇稱不守恆及重整化理論後，弱相互作用需要一種新的描述手法。在1957年羅伯特·馬沙克與喬治·蘇達尚，及稍後理查德·費曼與默里·蓋爾曼，提出弱相互作用的V−A（向量V減軸向量A或左手性）拉格朗日量。在這套理論中，弱相互作用只作用於左手粒子（或右手反粒子）。由於左手粒子的鏡像反射是右手粒子，所以這解釋了宇稱的最大破壞。有趣的是，由於V−A開發時還未有發現Z玻色子，所以理論並沒有包括進入中性流相互作用的右手場。
然而，該理論允許複合對稱CP守恆。CP由兩部份組成，宇稱P（左右互換）及電荷共軛C（把粒子換成反粒子）。1964年的一個發現完全出乎物理學家的意料，詹姆斯·克羅寧與瓦爾·菲奇以K介子衰變，為弱相互作用下CP對稱破缺提供了明確的證據，二人因此獲得1980年的諾貝爾物理學獎。小林誠與益川敏英於1972年指出，弱相互作用的CP破壞，需要兩代以上的粒子，因此這項發現實際上預測第三代粒子的存在，而這個預測在2008年為他們帶來半個諾貝爾物理學獎。跟宇稱不守恆不一樣，CP破壞的發生概率並不高，但是它仍是解答宇宙間物質反物質失衡的一大關鍵；它因此成了安德烈·薩哈羅夫的重子產生過程三大條件之一。

## 相互作用類型
弱相互作用共有兩種。第一種叫“带电流”，因為負責傳遞它的粒子帶電荷（
W+
或
W−
），β衰變就是由它所引起的。第二種叫“中性流”，因為負責傳遞它的粒子，Z玻色子，是中性的（不帶電荷）。

### 带电流

上圖為一β^{−}衰變的費曼圖，一中子衰變成質子、電子及電中微子各一，衰變的中間產物為一粒重的玻色子。

在其中一種带电流中，一帶電荷的輕子（例如電子或μ子，電荷為−1）可以吸收一
W+
玻色子（電荷為+1），然後轉化成對應的中微子（電荷為0），而中微子（電子、μ及τ）的類型（代）跟相互作用前的輕子一致，例如：
{\displaystyle \mu ^{-}+W^{+}\to \nu _{\mu }}
同樣地，一下型夸克（電荷為−1⁄3）可以通過發射一
W−
玻色子，或吸收一
W+
玻色子，來轉化成一上型夸克（電荷為+2⁄3）。更準確地，下型夸克變成了上型夸克的量子疊加態：也就是說，它有着轉化成三種上型夸克中任何一種的可能性，可能性的大小由CKM矩陣所描述。相反地，一上型夸克可以發射一
W+
玻色子，或吸收一
W−
玻色子，然後轉化成一下型夸克：
{\displaystyle d\to u+W^{-}}
{\displaystyle d+W^{+}\to u}
{\displaystyle c\to s+W^{+}}
{\displaystyle c+W^{-}\to s}
由於W玻色子很不穩定，所以它壽命很短，很快就發生衰變。例如：
{\displaystyle W^{-}\to e^{-}+{\bar {\nu }}_{e}~}
{\displaystyle W^{+}\to e^{+}+\nu _{e}~}
W玻色子可以衰變成其他產物，可能性不一。
在中子所謂的β衰變中（見上圖），中子內的一下夸克，發射出一虛
W−
玻色子，並因此轉化成一上夸克，中子亦因此轉化成質子。由於過程中的能量（即下夸克與上夸克間的質量差），
W−
只能轉化成一電子及一反電中微子。在夸克的層次，過程可由下式所述：
{\displaystyle d\to u+e^{-}+{\bar {\nu }}_{e}~}

### 中性流
在中性流相互作用中，一夸克或一輕子（例如一電子或μ子）發射或吸收一中性Z玻色子。例如：
{\displaystyle e^{-}\to e^{-}+Z^{0}}
跟W玻色子一樣，Z玻色子也會迅速衰變，例如：
{\displaystyle Z^{0}\to b+{\bar {b}}}

## 電弱理論
在粒子物理學的標準模型描述中，弱相互作用與電磁相互作用是同一種相互作用的不同方面，叫電弱相互作用，這套理論在1968年發表，開發者為謝爾登·格拉肖、阿卜杜勒·薩拉姆與史蒂文·溫伯格。他們的研究在1979年獲得了諾貝爾物理學獎的肯定。希格斯機制解釋了三種大質量玻色子（弱相互作用的三種載體）的存在，還有電磁相互作用的無質量光子。
根據電弱理論，在能量非常高的時候，宇宙共有四種無質量的規範玻色子場，它們跟光子類似，還有一個複向量希格斯場雙重態。然而在能量低的時候，規範對稱會出現自發破缺，變成電磁相互作用的U(1)對稱（其中一個希格斯場有了真空期望值）。雖然這種對稱破缺會產生三種無質量玻色子，但是它們會與三股光子類場融合，這樣希格斯機制會為它們帶來質量。這三股場就成為了弱相互作用的
W+
、
W−
及Z玻色子，而第四股規範場則繼續保持無質量，也就是電磁相互作用的光子。
雖然這套理論作出好幾個預測，包括在Z及W玻色子發現前預測到它們的質量，但是希格斯玻色子本身仍未被發現。歐洲核子研究組織轄下的大型強子對撞機，它其中一項主要任務，就是要生產出希格斯玻色子。
2013年3月14日，歐洲核子研究組織發佈新聞稿，正式宣布探測到新的粒子，即希格斯玻色子。

### 大眾書籍
- Oerter, R. . Plume. 2006. ISBN 9780132366786.
- Schumm, B.A. . Johns Hopkins University Press. 2004. ISBN 0-8018-7971-X.

### 科學書籍
- Bromley, D.A. . Springer. 2000. ISBN 3-540-67672-4.
- Coughlan, G.D.; Dodd, J.E.; Gripaios, B.M.  3rd. Cambridge University Press. 2006. ISBN 978-0521677752.
- Cottingham, W.N.; Greenwood, D.A.  2. Cambridge University Press. 2001: 30  [2011-07-29]. ISBN 9780521657334. （原始内容存档于2015-02-02）.
- Griffiths, D.J. . John Wiley & Sons. 1987. ISBN 0-471-60386-4.
- Kane, G.L. . Perseus Books. 1987. ISBN 0-201-11749-5.
- Perkins, D.H. . Cambridge University Press. 2000. ISBN 0-521-62196-8.